# Phaula atyroa
Phaula atyroa là một loài bọ cánh cứng trong họ Cerambycidae.